# Compsocephalus dohertyi
Compsocephalus dohertyi är en skalbaggsart som beskrevs av Jordan 1901. Compsocephalus dohertyi ingår i släktet Compsocephalus och familjen Cetoniidae. Inga underarter finns listade i Catalogue of Life.